# Spiridens capillifer
Spiridens capillifer là một loài rêu trong họ Spiridentaceae. Loài này được Mitt. mô tả khoa học đầu tiên năm 1868.